# Laetacara curviceps
Espèce
Laetacara curviceps est un poisson d'eau douce de la famille des Cichlidés qui se rencontre au Brésil dans la région fluviale de l'Amazone. De petite taille (8 cm pour les mâles et 6 cm pour les femelles), la partie supérieure de son corps est colorée de vert, alors que le dessous de son corps est teinté d'un bleu métallique qui est typique de ce poisson. Son corps est parcouru d'une longue bande sombre, allant de son œil jusqu'à sa queue. Chez la femelle, la nageoire ventrale est légèrement plus courte, et la tache sombre occupant sa nageoire dorsale est plus grande que chez les mâles.